# きだつよし
きだ つよし（1969年〈昭和44年〉8月3日 - ）は、日本の脚本家、劇作家、演出家、絵本作家、ライター。主な作品に特撮「仮面ライダー」シリーズ、嵐・大野智の舞台「（風）プーシリーズ」、NHK Eテレのテレビアニメ「クラシカロイド」など。俳優として、劇団TEAM 発砲・B・ZINを主宰していた。
大阪府出身。大阪府立清水谷高等学校、日本大学芸術学部演劇学科卒業。

## 略歴
1992年（平成4年）に日本大学芸術学部の卒業生が中心に「TEAM 発砲・B・ZIN」を結成、全作品の作・演出を手掛ける。そのほか、テレビドラマの脚本や舞台の作・演出も数多く手掛けている（詳細は後述の主な作品リスト項目を参照）。
1996年、Vシネマ『ジャスキス』で映像作品の脚本家としてデビュー。2005年『仮面ライダー響鬼』のメインライター・文芸を担当（前半2クール）。2012年『仮面ライダーウィザード』でもメインライターを担当した。
主宰の劇団TEAM 発砲・B・ZINは2007年5月、同劇団結成15周年記念・解散公演『ジューゴ』をもって解散した。なお、同劇団で制作の余田かおりと2006年6月に結婚した。
2021年（令和3年）から「演出家きだつよしのストレスフリーなディレクション講座」も始めている。

### 作風
アクション性の強い演出が多く、その中でコミカルさ、シリアスさを柔軟に織り交ぜている。仮面ライダーではシリーズの転換点となっており、響鬼以降の作品はコミカルに、ウィザード以降はシリアスな作風になっている。
執筆や演出の際、「フラッグを立てる」「『できない』ではなく『どうすれば（実現）できるか』」に重点を置き、アイデア・思いを考えるという。

### エピソード
- 同じく俳優で映画監督の笠原紳司とは、舞台『ソウガ』で知り合う以前から互いが互いのファンで、きだ主宰の「TEAM 発砲・B・ZIN」を笠原はよく観ていた[7]。
- 『星獣戦隊ギンガマン』へ参加したきっかけは、書籍『スーパーヒロイン画報』（竹書房）の取材で髙寺成紀にインタビューした際に、脚本の執筆を申し込んでプロットを提出し、髙寺もきだの舞台を観ていたことから起用されるに至った[1]。
- 『仮面ライダー響鬼』放映当時の思い出として「『響鬼』の仕事は、プロデューサー（髙寺）の意向をただただ清書させられ自分のカラーをほとんど出せなかったという思いが強く、正直なところあまり楽しい思い出ではない」とブログで語っている[8]。
- その後、髙寺が途中降板の事情により、事実上きだも同時に途中降板となったが、きだ自身は騒動の前から、大野智主演舞台『バクマツバンプー』の制作の為『響鬼』の仕事を休んでいた。後半『響鬼』については、「新プロデューサー（白倉伸一郎）の方からも一応お声をかけていただいでいるのでバンプーが終われば復帰の可能性もあるのですが」とブログで語っていた[9]。しかし結局同番組への復帰は叶わなかった。
- また、「『仮面ライダーディケイド』響鬼編の脚本依頼もあったが、他の仕事が忙しい為泣く泣く断った」こともあったという[8]。
- しかし、きだと東映及び白倉プロデューサーとの関係は良好で、ライダー・戦隊のステージ用の脚本を数本手掛けている。後の『仮面ライダーウィザード』では、再び香村純子とともにメインライターを務めることになった。同作チーフプロデューサーである宇都宮孝明によれば、きだのスケジュールの兼ね合いで実質のダブルメインライター体制になったとのこと[10]。

## 主な作品
主宰劇団での活動は「TEAM 発砲・B・ZIN」を参照。

### テレビドラマ
- 3番テーブルの客（1997年、フジテレビ） - エキストラ 役
- 星獣戦隊ギンガマン（1998年、テレビ朝日） - 脚本
- 安楽椅子探偵、再び（2000年、ABCテレビ、関西エリアのみ） - 城之内歩 役
- 仮面ライダークウガ（2000年、テレビ朝日） - 脚本 (EPISODE17 「臨戦」のみ)
- 仮面ライダー響鬼（2005年、テレビ朝日） - 脚本（前半メインライター）
- 弁護士のくず（2006年、TBS） - 脚本
- 中学生日記「父のチョコレート」（2010年、NHK教育） - 脚本・出演
- 仮面ライダーウィザード（2012年、テレビ朝日） - 脚本（メインライター）/ キャスター 役

### テレビ番組
- ファミリー劇場 「ファミリー探検隊」（2000年 - 2003年、CSチャンネル） - ナビゲーター

### オリジナルビデオ
- ジャスキス（1996年、バップ） - 原作・脚本
- 海賊戦隊ゴーカイジャー キンキンに!ド派手に行くぜ!36段ゴーカイチェンジ!!（2011年、講談社） - 脚本

### 配信ドラマ
- 快盗戦隊ルパンレンジャー＋警察戦隊パトレンジャー ～究極の変合体！～（2018年、ビデオパス） - 脚本
- 警察戦隊パトレンジャー Feat.快盗戦隊ルパンレンジャー ～もう一人のパトレン2号～（2018年、東映特撮ファンクラブ） - 脚本

### 舞台
- 煙の向こうのもうひとつのエントツ（1998年、流山児★事務所）
- アメリカの夜'99（1999年、劇団ショーマ） - 出演
- ハイライフ（2001年、流山児★事務所） - 出演
- 少年隊ミュージカル PLAY ZONE 2001 新世紀（2001年） - 脚本
- 少年隊ミュージカル PLAY ZONE 2002 愛史（2002年） - 脚本
- センゴクプー～戦国・風～（2003年） - 作・演出
- コミックジャック（2003年） - 演出
- OH!BABY（2003年） - 演出
- 私とワタシ（2003年、イトーカンパニープロデュース） - 脚本
- 三つの味（2004年、クレネリゼロファクトリー） - 出演
- バクマツバンプー～幕末蛮風～（2005年） - 作・演出[2]
- テンセイクンプー～転世薫風～（2006年） - 作・演出[2]
- 忍者イリュージョン NARUTO -ナルト-（2006年） - 作・演出
- プーシリーズ Episode1 アマツカゼ 〜天つ風〜（2008年） - 作・演出 / 虱 役
- きだ版ライダー絵巻 仮面ライダー電王 激突! 電王VS信長 （2007年 - 2008年） - 作・演出
- きだ版ライダー絵巻 激突! 電キバVS信長（2008年） - 作
- スカイシアター7月公演 炎神戦隊ゴーオンジャーショー（2008年） - 作・演出
- 炎神戦隊ゴーオンジャー バトルステージ2（2008年） - 作・演出
- 仮面ライダーキバ スペシャルライブショー（2008年） - 脚本
- SAMURAI 7（2008年） - ヘイハチ 役
- 侍戦隊シンケンジャー バトルステージ2（2009年） - 作・演出
- 仮面ライダーワールド2009 10周年記念スペシャルステージ（2009年） - 作・演出
- アヤカシ奇譚（2009年） - 演出
- ソウガ（2009年） - 脚色・演出・出演
- 天聖八剣伝（2010年）- 作・演出
- 海賊戦隊ゴーカイジャーショー 第5期（2011 - 2012年、シアターGロッソ） - 作・演出
- 仮面ライダー×スーパー戦隊 Wヒーローフェスティバル オールライダーVS悪のライダー軍団（2011年） - 演出
- BLEACH連載10周年記念公演ROCK MUSICAL BLEACH（2011年） - 脚本・演出
- 大和三銃士（2013年10月、新橋演舞場） - 演出
- 歳末明治座 る・フェア 年末だよ！みんな集合！！（2013年12月21日 - 24日、明治座） - 北条時政 役
- 激突！忍者ショー サスケ（2014 - 2017年、太秦映画村） - 作・演出
- 獣電戦隊キョウリュウジャーショー 第5期（2014年、シアターGロッソ） - 脚色・演出
- 手裏剣戦隊ニンニンジャーショー 第2期（2015年、シアターGロッソ） - 作・演出
- 俺たち賞金稼ぎ団（2015年） - 演出
- ちっちゃな英雄（2015年、サンリオピューロランド フェアリーランドシアター） - 脚色・演出
- コミックジャックRETURN2016（2016年） - 脚色・演出
- 動物戦隊ジュウオウジャーショー（シアターGロッソ） - 作・演出
  - 第2期（2016年）
  - 第5期（2017年）
- ハロー、イエスタデイ 再演（2016年） - 演出
- 大衆演劇祭り（2016年） - 脚本・演出
- さらば俺たち賞金稼ぎ団（2017年） - 演出
- 宇宙戦隊キュウレンジャーショー（2017年、太秦映画村） - 作・演出
- 竜小太郎陽春特別公演 第1部芝居「銭形平次」（2017年） - 演出
- 義風堂々!!（2017年、AiiA 2.5 Theater Tokyo 他） - 作・演出[11]
- 演歌歌手神野美伽デビュー35周年記念新春特別公演　芝居「おおきにな～浪花のゆうれい女房～」（2018年） - 演出[12]
- 閉店拒否！～俺たちは帰らない～（2018年、シアターサンモール） - 作・演出
- 快盗戦隊ルパンレンジャーVS警察戦隊パトレンジャーショー 第2期（2018年、シアターGロッソ） - 作・演出
- 体内活劇「はたらく細胞」（2018年、シアター1010） - 演出
- 暴太郎戦隊ドンブラザーズショー 第4期（2023年、シアターGロッソ） - 脚本・演出
- 王様戦隊キングオージャーショー 第3期（2023年、シアターGロッソ） - 脚本・演出
- 爆上戦隊ブンブンジャーショー 第２期（2024年、シアターGロッソ） - 脚本・演出
- 仮面ライダースーパーライブ2025（2024年 - 2025年、品川区立総合区民会館 他） - 脚本[13]
- 爆上戦隊ブンブンジャーショー 第4期（2025年、シアターGロッソ） - 脚本・演出
- ナンバーワン戦隊ゴジュウジャーショー 第1期（2025年、シアターGロッソ） - 脚本・演出
- 秘密戦隊ゴレンジャーシークレットプレミアムショー（アクションショー）（2025年、シアターGロッソ） - 脚本・演出

### アニメ
- HARELUYA II BØY（1997年） - 脚本
- BLEACH（2009年） - シリーズ構成[14]、シリーズ原案[15]
- クラシカロイド（2016年） - 脚本

### その他
- オフィスPSC 30周年記念映画「Thanks」（2016年） - 脚本・監督

## 著書
- 『のびろ!レーゴム』（2008年、情報センター出版局） - 文・絵
- 『小説 仮面ライダー響鬼』（2013年、講談社）
- 『小説 仮面ライダーウィザード』（2014年、講談社）